# Supercopa Argentina de Voleibol Masculino de 2016
A Supercopa Argentina de Voleibol Masculino de 2016, oficialmente Copa Master 2016, foi a 7.ª edição deste torneio organizado anualmente pela Associação de Clubes da Liga Argentina de Voleibol (ACLAV). O torneio ocorreu nos dias 12 e 13 de outubro e contou com a presença de quatro equipes argentinas.
A equipe do UPCN Vóley Club conquistou seu quinto título ao derrotar o Lomas Vóley de virada por 3 sets a 2. Na disputa pelo terceiro lugar, o Bolívar Voley superou o UNTreF Vóley em 3 sets a 1.

## Regulamento
O torneio foi disputado em sistema eliminatório, nas fases semifinais, disputa pelo terceiro lugar e final.

## Local das partidas
| Morón, Argentina  |
| ----------------- |
| Gorki Grana       |
| Capacidade: 2 500 |

## Equipes participantes
As seguintes equipes se qualificaram para a Supercopa Argentina de 2016.
| Equipe          | Cidade                | Qualificação                      | Última participação |
| --------------- | --------------------- | --------------------------------- | ------------------- |
| UPCN Vóley Club | San Juan              | Vice-campeão da LVA de 2015–16    | 2014                |
| Bolívar Voley   | San Carlos de Bolívar | Vice-campeão da LVA de 2015–16    | 2015                |
| Lomas Vóley     | Lomas de Zamora       | Semifinalista da LVA de 2015–16   | 2014                |
| UNTreF Voley    | Caseros               | Campeão da Copa Argentina de 2016 | 2015                |

## Resultados
|  | Semifinais      | Semifinais      |                |   | Final | Final |
|  |                 |                 |                |   |       |       |
|  |                 |                 |                |   |       |       |
|  |                 |                 |                |   |       |       |
|  | Bolívar Voley   | 1               |                |   |       |       |
|  | Bolívar Voley   | 1               |                |   |       |       |
|  | Lomas Vóley     | 3               |                |   |       |       |
|  | Lomas Vóley     | 3               | Lomas Vóley    | 2 |       |       |
|  |                 |                 | Lomas Vóley    | 2 |       |       |
|  |                 | UPCN Vóley Club | 3              |   |       |       |
|  | UPCN Vóley Club | UPCN Vóley Club | 3              | 3 |       |       |
|  | UPCN Vóley Club |                 |                | 3 |       |       |
|  | UNTreF Voley    | 2               |                |   |       |       |
|  | UNTreF Voley    | 2               | Terceiro lugar |   |       |       |
|  |                 |                 |                |   |       |       |
|  |                 |                 |                |   |       |       |
|  |                 |                 |                |   |       |       |
|  | Bolívar Voley   | 3               |                |   |       |       |
|  | Bolívar Voley   | 3               |                |   |       |       |
|  | UNTreF Voley    | 1               |                |   |       |       |

- As partidas seguem o horário local (UTC−3).

### Semifinais
| Data   | Hora  |                 | Placar |              | Set 1 | Set 2 | Set 3 | Set 4 | Set 5 | Total   | Relatório |
| ------ | ----- | --------------- | ------ | ------------ | ----- | ----- | ----- | ----- | ----- | ------- | --------- |
| 12 out | 18:00 | Bolívar Voley   | 1–3    | Lomas Vóley  | 25–27 | 16–25 | 25–17 | 18–25 |       | 84–94   | Relatório |
| 12 out | 21:00 | UPCN Vóley Club | 3–2    | UNTreF Voley | 25–18 | 21–25 | 25–21 | 23–25 | 15–11 | 109–100 | Relatório |

### Terceiro lugar
| Data   | Hora  |               | Placar |              | Set 1 | Set 2 | Set 3 | Set 4 | Set 5 | Total | Relatório |
| ------ | ----- | ------------- | ------ | ------------ | ----- | ----- | ----- | ----- | ----- | ----- | --------- |
| 13 out | 18:30 | Bolívar Voley | 3–1    | UNTreF Voley | 25–23 | 25–23 | 17–25 | 25–20 |       | 92–91 | Relatório |

### Final
| Data   | Hora  |             | Placar |                 | Set 1 | Set 2 | Set 3 | Set 4 | Set 5 | Total   | Relatório |
| ------ | ----- | ----------- | ------ | --------------- | ----- | ----- | ----- | ----- | ----- | ------- | --------- |
| 13 out | 22:00 | Lomas Vóley | 2–3    | UPCN Vóley Club | 25–23 | 25–19 | 25–27 | 23–25 | 12–15 | 110–109 | Relatório |

## Premiação
| Supercopa Argentina de 2016          |
| San Juan (província da Argentina)    |
| ------------------------------------ |
| UPCN Vóley Club Campeão (6.º título) |